# 迷失 (游戏)
《迷失》是由法国独立游戏开发团队BlueTwelve工作室开发的冒险游戏，于2022年由安纳布尔纳互动发行。玩家将在游戏中扮演一只流浪猫，在一个机器人居住的赛博朋克城市里寻找走散的家人。遊戲採用第三人称視角，玩家通過跳躍平台和攀爬障礙來穿越遊戲世界，並可以與環境互動以開闢新路徑。在遊戲過程中，玩家必須躲避企圖殺死牠們的敵對角色菌克和哨兵。
遊戲於2015年開始開發，最初名爲「HK_Project」。開發工作由BlueTwelve工作室的創始人Koola和Viv領導，兩人在從育碧蒙彼利埃離職後，希望開發一款獨立遊戲。團隊選擇與安纳布尔纳互动合作發行該遊戲。《浪貓》的美術風格受九龍城寨的影響，開發者認為這樣的環境更適合貓咪探索。遊戲玩法則受到了開發者自家貓咪Murtaugh和Riggs的啟發，團隊為研究貓的行為，參考了大量貓的圖片和視頻。他們發現，以貓為角色進行遊戲設計可使關卡設計更加有趣，但也在平衡設計與玩法方面遇到挑戰。在遊戲中加入機器人角色的決定也進一步影響了劇情和背景設定。
《浪貓》於2020年公佈，並迅速成為備受期待的遊戲。遊戲於2022年7月在PlayStation 4、PlayStation 5和Microsoft Windows平台上發行，於2023年8月在Xbox One和Xbox Series X/S上發行，於2023年12月登陸macOS，並計劃於2024年11月登陸任天堂Switch。遊戲普遍獲得正面評價，特別是在藝術設計、貓咪玩法、敘事、原創配樂以及平台元素方面備受讚譽，但評論者對於戰鬥和潛行部分看法不一。該遊戲在遊戲大獎（TGA）、遊戲開發者選擇獎和金搖杆獎中獲得了多項榮譽，並出現在多家出版物的年終榜單中。目前，該遊戲的改編動畫電影也正在開發中。

## 游戏玩法
《迷失》是一款第三人称视角的冒險遊戲。玩家在游戏中扮演一只误入了一个机器人居住的城市的流浪橘猫，与地图中的角色、物品和场景进行互动和解谜，最终找回自己失散的家人，回到自己的家庭。玩家可操縱貓咪跳躍平台和攀爬障礙，並可以通過與環境互動來開路，例如跳進桶中、打翻油漆罐、操作售賣機、闖進民宅喝水、用爪子抓東西等。游戏起初不会给出过多的关于这个城市的背景资讯，玩家需要逐步探索解謎以推進劇情，其中多數謎題需要移動障礙物。玩家也可讓貓咪睡覺、喵喵叫和親近非玩家角色等对游戏进程没有影響的操作。部分關卡具有開放世界元素，讓玩家可以自由探索。
在游戏初期，玩家会与一只名为B-12（即开发团队BlueTwelve工作室的缩写）的无人机相遇，随后由这只无人机伴随玩家完成后续的旅程。这只无人机在游戏中会充当猫与机器人居民的语言翻译器，以及充当背包来存放获得的游戏道具，也可以駭入各種科技裝置來開路及解謎。玩家可選擇在遊戲中尋找B-12的記憶，以瞭解更多故事背景。大部分記憶為需要玩家探索隱蔽的角落才能找到，但有些會隨劇情進展自動解鎖。玩家還可以收集徽章，其中多數需要完成額外的任務才可收集，獲得徽章會顯示在貓的背包側面。
《浪貓》的世界中居住著許多機械人，通常會引導玩家尋找能揭示更多資訊或推進劇情的物品。部分機械人會帶來額外的任務，例如當玩家將在貧民窟中收集到的所有樂譜交給機械人Morusque時，他會彈奏音樂。玩家可以與遊戲中的大部分機械人互動。游戏有兩種敌对角色，第一種是名为「菌克」（Zurks）的巨型變異細菌，會成群圍攻並吞噬玩家；第二種是名爲「哨兵」（Sentinels）的安保無人機，會在發現玩家後試圖射殺。在遊戲的中後期，玩家可以將净化槍（Defluxor）裝備到B-12上以消滅菌克，但該武器只能短時間使用，使用過後B-12會過熱，需等待冷卻。玩家可以透過避開哨兵的視線來躲避它們，哨兵的視線範圍會以燈光提示。

## 劇情
有一隻橘貓在一天雨後與同伴在排水道設施之間玩耍時，不小心掉入了水道之中，接著水道將牠一路帶到了叫做死城的地方。
與同伴脫離的橘貓，開始試圖尋找能回到同伴身邊的路，但橘貓發現這個叫做死城的地方沒有任何人影，只有始終是幽暗的天空，與無處不在的不明生物，而這群不明生物開始追殺橘貓，並把橘貓逼到了一處公寓，在公寓中橘貓意外的喚醒了一個叫B-12的機器，這個機器約僅有一顆貓頭的大小，B-12表示，自己雖然忘記了許多事，但當橘貓需要協助時，B-12都可以幫忙代勞。
接著橘貓發現除了B-12外，這個地方還有更多的機器人，而且所有的機器人見到橘貓都落荒而逃，原來是機器人們誤把橘貓當成了威脅它們生存的「菌克」，也就是追殺橘貓的不明生物，但當機器人們發現橘貓沒有危害後，開始漸漸接納了被視為是外界者的橘貓。
接著在找路的過程中，橘貓發現這處叫死城的地方，是人類留下的避難所，但當人類因為一次末日危機而全數滅亡後，原本沒有意識的機器開始產生意識，進而形成這群佔據死城的機器人。過去人類為了解決垃圾問題，研發了強而有效的清除性有機體「菌克」，但有一天菌克開始失控了，開始吞噬死城的機器人，才導致機器人們不斷在牆內竄逃及躲藏。
牆內的機器人始終都找不到路出去，唯有幾個較勇敢的機器人組成了外界者聯盟，與橘貓一同尋找通往外界的路，最終在所有機器人夥伴與B-12的幫助之下，橘貓到達了城中的屋頂控制室，原來死城事實上是一個由巨大穹頂蓋住，約方圓數平方公里的城鎮，機器人誤以為幽暗的天空，只是因為長年再也沒有活著的人類打開屋頂的表象，B-12用剩餘的電力將屋頂打開後，機器人們首次見到了陽光，並在太陽紫外線下，菌克這個害怕紫外線的生物也被一舉消滅。
與已經沒電的B-12做最後的道別之後，橘貓順利沿著打開的屋頂重返外界，重新回到自己的同伴身邊。

## 开发

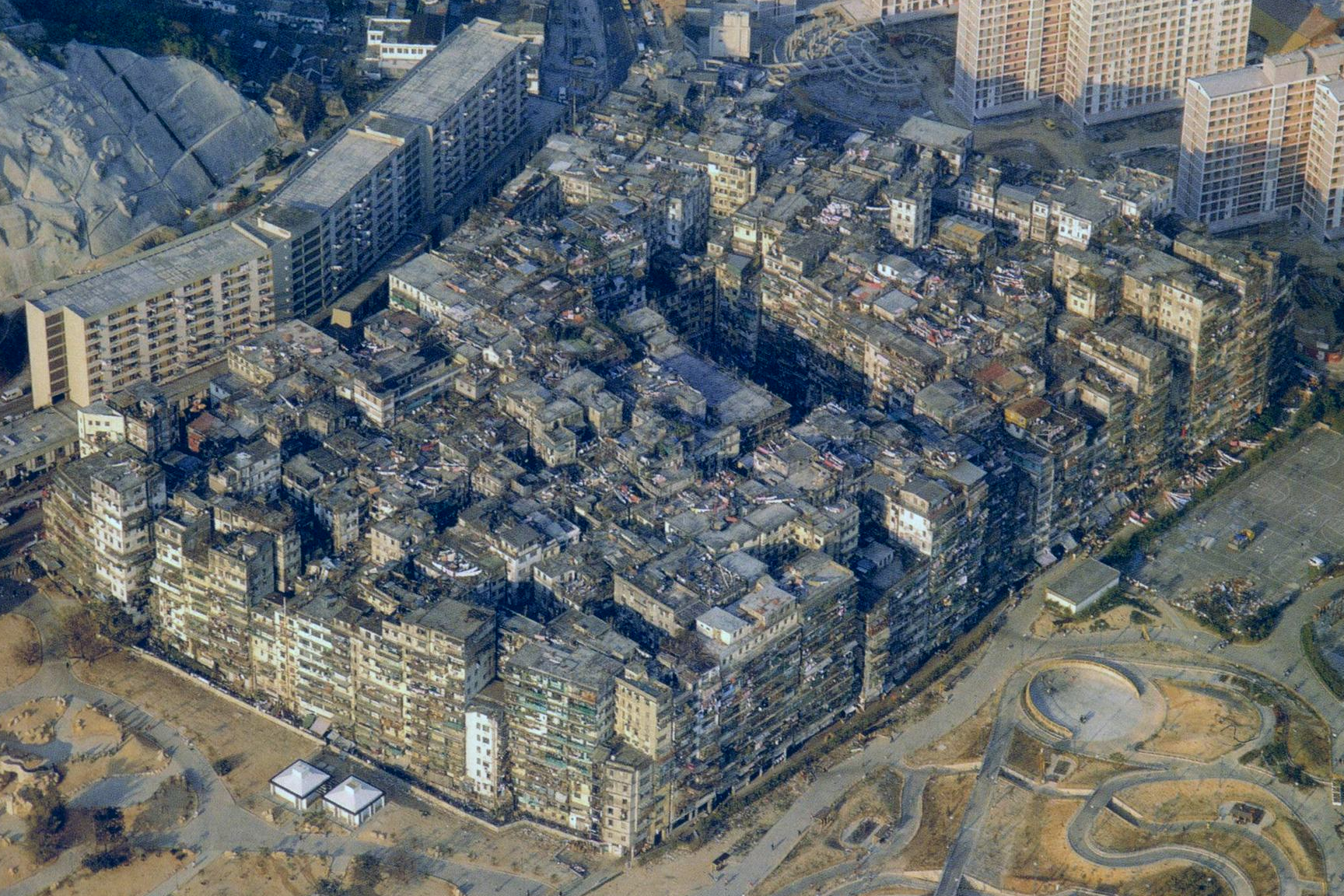
《浪貓》在美學上深受香港九龍寨城的影響，開發者認為九龍寨城對貓而言是「完美的遊樂場」

游戏的开发团队是位于法国蒙彼利埃的BlueTwelve工作室，其創始人Viv和Koola是前育碧蒙彼利埃员工。兩人在离开育碧后，希望開發一款獨立遊戲，並於2015年使用虚幻引擎4开始了开发工作。兩人創建了一個網站發布開發日誌，将專案起名为「HK_Project」，並在Twitter上分享了一些遊戲片段。2016年4月，游戏发行商安纳布尔纳互动主動联系他们，表示願意發行該專案。儘管當時的專案僅處於早期階段，Koola和Viv已對遊戲的最終方向有清晰構想。安納布爾納互動當時尚未發行任何遊戲，但在多年來協助團隊建立公司，偶爾提供反饋，同時給予開發者極大的創作自由。2017年4月，工作室獲得資金支持，年底團隊人數擴展至五人。同年12月16日，BlueTwelve工作室正式成立。在開發初期，Koola和Viv決定維持小規模的團隊，因為他們更偏愛直接溝通的工作方式。受限於人力，團隊縮小了遊戲的範圍，而是專注於開發者認為重要的元素。在遊戲正式公開後，團隊選擇集中精力開發，並計劃在項目接近完成時才展開宣傳活動。
《浪貓》的美學風格深受香港九龍寨城影響。Koola和Viv被九龍寨城有機且複雜的建築風格深深吸引，認為這種獨特的設計對藝術家而言極具吸引力。受到啟發后，兩人對建築物和環境進行了一些圖形測試，發現九龍寨城如同「貓的完美遊樂場」，且能為貓提供多種路徑和視角。開發團隊發現，以貓為角色的玩法可使關卡設計更加有趣，尤其在平台跳躍和解謎元素方面。團隊在平衡遊戲設計與遊戲環境時遇到了藝術和技術上的難題，因為像管道和冷氣機這類裝飾性物品在《浪貓》中也成為了可探索的路徑。團隊在遊戲中的蟻村（Antvillage）地點嘗試垂直結構，並提供多條路徑供玩家選擇。開發初期，團隊決定避免將遊戲製作成傳統的平台跳躍遊戲，因為玩家經常錯過跳躍的時機，他們認為這種體驗「不像貓的感覺」。製作人斯旺·馬丁-拉捷（Swann Martin-Raget）表示，團隊認爲貓的動作應該更加流暢，因此團隊設計了一套引導式的移動系統，使玩家在遊戲中很容易完成跳躍，同時玩家也有很大的自由度來選擇其想去的地方。團隊發現DualSense控制器的聲音與震動讓貓的反應更加生動和真實，而低視角則讓玩家與操控人類角色相比能更深入觀察環境。
開發團隊十分注重遊戲中的對比感，例如「小巧、有機且充滿生氣」的貓與「方正且大膽」的機械人形成的鮮明對比。Viv最初設計了一些人類NPC，但對結果並不滿意。同時，製作人類NPC對視覺品質和保真度水平要求較高，這對於小規模的團隊而言太過耗時。因此團隊嘗試改用更容易建模的機械人，隨後發現機械人更容易被融入場景，同時機械人與貓的對比感也讓團隊很喜歡。機械人的加入為許多故事內容帶來了靈感，團隊認為這種設計很契合他們對《銀翼殺手》（1982年）等電影的迷戀。遊戲中的多處地點印有的機械人語言，旨在讓玩家有身在異國的感覺，同時也推動了世界觀背景的發展。團隊選擇將B-12作為貓的夥伴加入遊戲，使玩家扮演貓時能更自然地與科技互動。B-12和貓背包的概念早在專案仍名為「HK_Project」時就已確定。
遊戲玩法的靈感主要來自創始人的貓Murtaugh和Riggs，以及工作室內部的貓Oscar和Jun。Murtaugh是隻曾在蒙彼利埃一輛汽車下被發現的流浪貓，也是遊戲主角的主要靈感來源，而斯芬克斯貓Oscar則為動畫製作提供了有效的參考。負責貓咪動畫的Miko研究了大量貓的圖片和視頻，並與程式設計師雷米·比斯慕（Rémi Bismuth）合作，尋求流暢的動畫與有趣的玩法之間的平衡。團隊的大多數成員都養貓，使他們能不斷地獲得靈感和參考素材。當辦公室的貓開始對遊戲中的貓產生反應並與其互動時，團隊認為自己的設計取得了成功。儘管遊戲是團隊對貓的「情書」，他們的目標並非打造一款完全寫實的貓咪模擬器，而是更注重玩法的趣味性。動作場景的加入旨在為遊戲注入緊張感，透過節奏感推動故事發展。遊戲中玩家可擊殺菌克的機制，則被Koola和Viv視為對貓對臭蟲侵擾的「復仇」。此外，遊戲的用戶界面保持簡約設計，指引則融入遊戲環境，讓玩家通過探索自然發現線索。

## 發行
2020年6月11日，PlayStation的「Future of Gaming」活動上公布了包含《迷失》在内的众多新游戏，资讯显示《迷失》将于2021年先在PlayStation 4和PlayStation 5平台上发行，过段时间后再在Microsoft Windows的Steam游戏平台上发行，但暂无确切的发行时间预告。2021年1月的消費電子展线上展览上，索尼互動娛樂PlayStation 5的一部宣传短片中片尾的海报在小字部分标注了一些新游戏的发行日期，其中《迷失》被标注为2021年10月发行，但随后索尼剪辑删除了小字部分的标注。2021年7月，PlayStation发布了《迷失》的游戏玩法演示视频，宣布游戏将于2022年初发行。2022年4月，PlayStation宣布发行延期到2022年夏季。2022年6月在PlayStation的「State of Play」活動中，遊戲的正式發行日期被確定為2022年7月19日。發行時，遊戲也在PlayStation Plus平臺上推出，向Extra、Deluxe和Premium會員開放。自2022年6月PlayStation Plus改版後的12月内，《浪貓》是該平臺玩家人數最多的遊戲。2023年7月，《浪貓》從PlayStation Plus下架。
自從公布後，《浪貓》便受到高度期待，並在發行前成為Steam願望清單上的最熱門遊戲。發行當天，遊戲的在線玩家數超過62,000名，創下安納布爾納互動在Steam上單日最高同時在線玩家數的新紀錄，《浪貓》也是該平台年度用戶評分最高的遊戲。2022年7月，《浪貓》成為北美地區下載量最高的PlayStation 4和PlayStation 5遊戲，同時也是歐洲下載量第二多的PlayStation 5遊戲和下載量第三多的PlayStation 4游戏；2022年8月，該遊戲分別在北美和歐洲成為PlayStation 5和PlayStation 4平台下載量第五和第六的遊戲；到2022年9月，它在歐洲PlayStation 5平台的排名為第19位。遊戲發行後，貓咪觀看《浪貓》遊戲畫面的影片在網絡上迅速走紅，專門的Twitter帳號@CatsWatchStray也因此吸引了超過32,000名粉絲。
為了慶祝遊戲發行，安納布爾納互動與多個慈善機構合作，協助為無家可歸的貓咪募款。捐款者可參加抽獎，有機會獲得《浪貓》兌換碼。iam8bit和Skybound Games發行了兩個實體版本：2022年9月20日發行的PlayStation 5零售版，附送六張藝術卡；以及2022年12月12日發行的PlayStation 4和PlayStation 5獨家版本，附加海報和刺繡徽章。2023年5月，iam8bit發行了遊戲的原聲帶黑膠唱片，專輯封面由Fernando Correa設計。2023年6月，安納布爾納宣布遊戲將於2023年8月10日推出Xbox One、Xbox Series X/S版，並於2023年12月5日推出macOS版（兼容Apple M系列設備）。2024年6月，在Nintendo Direct發布會上，安納布爾納宣布将本作移植到任天堂Switch平台上，预计于2024年冬季发售。同年8月，發行日期確認為11月19日。

## 反響

### 評價
| 汇总媒体             | 得分                                 |
| -------------------- | ------------------------------------ |
| Metacritic           | 83/100 (PS5 & XBSX) 82/100 (NS & PC) |
| OpenCritic（推荐率） | 86%                                  |

| 媒体                  | 得分   |
| --------------------- | ------ |
| 电子游戏月刊          | [ 18 ] |
| Game Informer         | 8/10   |
| GamesRadar+           | [ 76 ] |
| GameSpot              | 9/10   |
| IGN                   | 8/10   |
| Jeuxvideo.com         | 15/20  |
| PC Gamer美国          | 82/100 |
| PCGamesN              | 9/10   |
| 衛報                  | [ 80 ] |
| Video Games Chronicle | [ 11 ] |

根据Metacritic网站汇总的評論数据，《迷失》获得了「普遍好评」；根據OpenCritic的資料，86%的評論家推薦了這款遊戲。Video Games Chronicle的认为它是安纳布尔纳互动的最佳的发行作品之一，而The Verge的安德魯·韋伯斯特（Andrew Webster）将其列入當年迄今为止的最佳的遊戲之一。VG247的嘉絲莉·雷納（Kelsey Raynor）將遊戲描述為「一個關於失落、孤獨與環境破壞的感人故事」，而Ars Technica的森·馬奇科維奇（Sam Machkovech）則稱其為融合了《半條命》（1998年）中的「陰森氛圍探索」和「經典吉卜力電影中的童真幻想」的遊戲。
評論家對遊戲的畫面質量和藝術設計給予高度評價，尤其對其燈光效果的運用讚譽有加。《華盛頓郵報》的愛麗絲·史丹利（Alyse Stanley）將《浪貓》稱為「一堂環境敘事和關卡設計的大師課」，讚揚遊戲提供給玩家的微妙指引。Shacknews的比爾·拉沃伊（Bill Lavoy）認為《浪貓》的世界設計得非常精緻，讚揚了環境中的細節，但批評遊戲没有畫面設定。Kotaku的亞歷·諾提斯（Ari Notis）比較了其過場動畫，認為其風格與頑皮狗等知名工作室的遊戲相似。GamesRadar+的森·洛夫瑞奇（Sam Loveridge）認為《浪貓》的氛圍近期發行的遊戲中獨樹一幟，形容其世界「是一個讓人無比驚豔的地方」。Game Informer的布雷克·黑斯特（Blake Hester）同樣讚揚探索世界的樂趣。Push Square的史提芬·泰爾比（Stephen Tailby）則認為遊戲成功傳達了一種憂鬱與希望的氛圍。NME的佐敦·奧洛曼（Jordan Oloman）認為世界觀是遊戲中最強的元素，但指出其未能達到像《尼爾：自動人形》（2017年）那樣的智慧或細膩程度。VentureBeat的蕾切爾·卡瑟（Rachel Kaser）認為菌克出沒的關卡的視覺效果最差，而一些評論者也提到遊戲中存在小的錯誤。The A.V. Club的威廉·休斯（William Hughes）則認為地下城市的機械人設定，給人一種「像是預設好的遊戲模板組合的樂高堆疊」的感覺。Kotaku的Sisi Jang認為《浪貓》是一個令人困惑的科技東方主義範例。
Rock, Paper, Shotgun的凱瑟琳·卡素（Katharine Castle）認為，掌控貓的遊戲體驗「至少是魅力的50%」。遊戲中貓的行為真實重現，受到了廣泛的好評；評論家們讚揚了動畫效果和簡單的控制方式，並認為貓的動作和導航設計使玩家能夠沉浸其中，儘管有些評論提到在導航過程中偶爾會遇到控制和相機角度上的不便。VG247的Raynor預期遊戲會有重複的玩法系統，但最終發現它能保持穩定的樂趣。《衛報》的Keza MacDonald認為《浪貓》是「通過改變視角來讓我們對熟悉的虛構設定感到新鮮的極好例子」。Video Games Chronicle的斯卡利恩發現平台跳躍既簡單又有效，而GameSpot的亞歷山卓·巴博沙（Alessandro Barbosa）則稱讚遊戲中的玩法節奏平衡。Jeuxvideo.com的Pauline Leclercq認為遊戲中的謎題普遍缺乏挑戰性，但第二部分有所改善，而The A.V. Club的Hughes則認為隨著遊戲進行，謎題變得有些重複。《PCMag》的Gabriel Zamora對遊戲中的平台跳躍過程中的選擇缺失感到失望，《電子遊戲月刊》的喬西·哈蒙（Josh Harmon）則寫到遊戲的核心玩法循環「感覺不像是貓的行為」。
Hardcore Gamer的凱爾·陸克萊（Kyle LeClair）認為《浪貓》擁有「一個出色的故事，揭示了深刻的主題，並帶來了許多情感波動」。許多評論者對遊戲的敘事主題感到驚訝，尤其是考慮到遊戲的基本玩法概念：華盛頓郵報的Stanley認為這些主題值得記住，而Game Informer的Hester認為它們簡單卻有效。The Verge的Webster認為遊戲「涉及了從財富不平等到環境災難等多種主題」，並認為結局既悲傷又美麗。GameSpot的Barbosa也覺得結局令人滿意，並認為它讓人反思角色之間的關係。Polygon的Alexis Ong指出遊戲中的世界觀設計與香港被鎮壓的民主運動有關，尤其是警察暴行和反對逃犯條例修訂草案運動，並提到了遊戲最初的標題「HK_Project」。評論者對遊戲中的機器人角色給予高度評價，PCGamesN的Nat Smith認為這些機器人「既奇妙又非常像人類」。GamesRadar+的Loveridge認為這些角色的互動推動了故事的發展，而故事本身則涉及困難與友誼的主題。VG247的Raynor同樣認為遊戲對友誼的描繪既有效又富有情感。VentureBeat的Kaser和PC Gamer的莊·貝爾斯（Jon Bailes）都對主角貓咪產生了強烈的情感，Rock, Paper, Shotgun的Castle也對貓咪及其伴侶B-12表達了相同的感受。
遊戲的原聲音樂獲得了好評，Ars Technica的森・馬奇科維奇（Sam Machkovech）認為它是當年最好的音樂之一，並將其與《戰慄時空》的音樂相比較。Video Games Chronicle的Scullion認為遊戲的音樂「完全知道何時激發敬畏，何時讓玩家感到不安，何時觸動我們的心弦」。Kotaku的Notis則稱其音樂「充滿爵士感」，而Jeuxvideo.com的Leclercq則認為其音樂在遊戲世界中非常合適。Hardcore Gamer的LeClair和Shacknews的Lavoy都欣賞遊戲中的環境旋律，包括由機械人Morusque播放的音樂以及遊戲中的收音機音樂。PCGamesN的Smith描述音樂「既帶有溫柔的樂觀感，又令人不安」，並讚揚了音樂根據遊戲進程無縫切換的方式。
戰鬥場景引發了評論家的分歧。一些人認為它們緊張而激動人心，而另一些人則覺得它們乏味，並且不如遊戲中的其他元素有趣。與Zurks戰鬥的場景被多位評論家比作《戰慄時空》中的獵頭蟹，《電子游戲月刊》的Harmon認為其「更符合貓的本性」，而GamesRadar+的Loveridge則認為它們為遊戲的平靜時刻帶來了平衡。The Escapist的達米安・勞華多恩（Damien Lawardorn）認為這些場景是肉體恐怖的有效範例，也是最引人注目和有效的元素之一。The Verge的Webster同樣認為這些場景增加了必要的緊張感，比擬為《瘟疫傳說：無罪》（2019年）中的蜂群，但他也寫到它們有時會讓人感到沮喪。IGN的Tom Marks和PC Gamer的Bailes也表達了類似的看法，後者將一場戰鬥描述為「不斷後退並開火」。NME的Oloman認為這些戰鬥場景與遊戲的其他部分有很大區別，而Game Informer的Hester則覺得它們有些單調，但也欣賞了它們的稀有性。遊戲的潛行機制也引發了不同的反應：PC Gamer的Bailes覺得這種機制很有趣，而PCMag的Zamora則認為其雖然足夠合適，但也略顯簡單，Vice的蕾娜塔・普賴斯（Renata Price）認為它們「從還算過得去到令人沮喪都有」。

### 獲獎
《浪貓》在第40屆金搖桿獎中獲得了PlayStation年度最佳遊戲，並在Steam大獎中獲得了「玩法創新無上限」獎。它在2022年游戏大奖（TGA）上獲得年度遊戲、最佳遊戲指導等六項提名，最終贏得了最佳獨立遊戲和最佳獨立遊戲處女作兩項大獎。在PlayStation Blog舉行的票選中，《浪貓》榮獲年度最佳獨立遊戲，並在最佳藝術指導、最佳DualSense使用、PS4年度最佳遊戲和PS5年度最佳遊戲中分別位列第四，貓咪角色也在最佳新角色評選中獲得了亞軍。該遊戲還在第26屆D.I.C.E.大獎中獲得了年度遊戲、年度冒險遊戲和傑出藝術指導的提名。
《浪貓》在第21屆遊戲音訊網絡協會獎中榮獲獨立遊戲最佳音效設計獎，並在2023年Gayming獎中獲得了Gayming雜誌讀者獎。它在第23屆遊戲開發者選擇獎贏得最佳處女作獎 ，並獲得年度遊戲等六項提名，獲提名數量與《艾爾登法環》並列第一。《浪貓》在第19屆英國學院遊戲獎中獲得最佳遊戲等九項提名，並在第58屆星雲獎中獲得最佳遊戲劇本提名。本作也出現在多個媒體的2022年年度最佳遊戲榜單上，其中包括PCGamesN（第2名）、GamesRadar+（第3名）、衛報（第4名）、泰晤士報（第5名）、帝國（第7名）、Vulture（第7名）、數位趨勢（第8名）、GQ（第10名）、Den of Geek（第11名）和華盛頓郵報。
| 獎項               | 日期           | 分類                 | 結果     | 參考    |
| ------------------ | -------------- | -------------------- | -------- | ------- |
| 英国学院游戏奖     | 2023年3月30日  | 最佳遊戲             | 提名     | [ 109 ] |
| 英国学院游戏奖     | 2023年3月30日  | 動畫                 | 提名     | [ 109 ] |
| 英国学院游戏奖     | 2023年3月30日  | 音訊成就             | 提名     | [ 109 ] |
| 英国学院游戏奖     | 2023年3月30日  | 處女作遊戲           | 提名     | [ 109 ] |
| 英国学院游戏奖     | 2023年3月30日  | 音樂獎               | 提名     | [ 109 ] |
| 英国学院游戏奖     | 2023年3月30日  | 敘事獎               | 提名     | [ 109 ] |
| 英国学院游戏奖     | 2023年3月30日  | 原創作品             | 提名     | [ 109 ] |
| 英国学院游戏奖     | 2023年3月30日  | 技術成就             | 提名     | [ 109 ] |
| 英国学院游戏奖     | 2023年3月30日  | EE年度遊戲           | 提名     | [ 109 ] |
| D.I.C.E.大奖       | 2023年2月23日  | 年度遊戲             | 提名     | [ 95 ]  |
| D.I.C.E.大奖       | 2023年2月23日  | 年度冒險遊戲         | 提名     | [ 95 ]  |
| D.I.C.E.大奖       | 2023年2月23日  | 傑出藝術指導         | 提名     | [ 95 ]  |
| 遊戲音訊網絡協會獎 | 2023年3月23日  | 獨立遊戲最佳音效設計 | 獲獎     | [ 96 ]  |
| 游戏开发者选择奖   | 2023年3月22日  | 最佳處女作           | 獲獎     | [ 90 ]  |
| 游戏开发者选择奖   | 2023年3月22日  | 年度遊戲             | 提名     | [ 98 ]  |
| 游戏开发者选择奖   | 2023年3月22日  | 最佳音訊             | 提名     | [ 98 ]  |
| 游戏开发者选择奖   | 2023年3月22日  | 最佳設計             | 提名     | [ 98 ]  |
| 游戏开发者选择奖   | 2023年3月22日  | 創新獎               | 提名     | [ 98 ]  |
| 游戏开发者选择奖   | 2023年3月22日  | 最佳視覺藝術         | 提名     | [ 98 ]  |
| 游戏开发者选择奖   | 2023年3月22日  | 最佳技術             | 榮譽提名 | [ 98 ]  |
| 金摇杆奖           | 2022年11月22日 | 年度PlayStation遊戲  | 獲獎     | [ 91 ]  |
| 游戏大奖（TGA）    | 2022年12月8日  | 最佳獨立遊戲         | 獲獎     | [ 93 ]  |
| 游戏大奖（TGA）    | 2022年12月8日  | 最佳獨立遊戲處女作   | 獲獎     | [ 93 ]  |
| 游戏大奖（TGA）    | 2022年12月8日  | 年度遊戲             | 提名     | [ 110 ] |
| 游戏大奖（TGA）    | 2022年12月8日  | 最佳遊戲指導         | 提名     | [ 110 ] |
| 游戏大奖（TGA）    | 2022年12月8日  | 最佳美術指導         | 提名     | [ 110 ] |
| 游戏大奖（TGA）    | 2022年12月8日  | 最佳動作/冒險遊戲    | 提名     | [ 110 ] |
| 星云奖             | 2023年5月14日  | 最佳遊戲劇本         | 提名     | [ 111 ] |
| Steam大奖          | 2023年1月3日   | 「玩法創新無上限」獎 | 獲獎     | [ 92 ]  |
| Steam大奖          | 2023年1月3日   | 年度遊戲             | 提名     | [ 92 ]  |

## 電影改編
2023年9月5日，安納布爾納互動宣布，繼首部電影《怪物少女妮莫娜》（2023年）取得成功後，公司正在將《浪貓》改編成動畫長片。動畫部門聯合負責人Robert Baird認為，由於《浪貓》在遊戲界的受歡迎程度，以及其夥伴喜劇和希望朋克元素，使其成為改編的理想選擇。

## 備註
1. 1 2 3  Colas Koola和Vivien Mermet-Guyenet不愿透露其全名並希望避免被采訪，因此兩人分別以Koola和Viv的化名被列入製作名單[20][21]。